# Santo Estêvão (Chaves)
Santo Estêvão é uma vila portuguesa sede da Freguesia de Santo Estêvão do Município de Chaves, freguesia com 8,67 km² de área e 543 habitantes (censo de 2021), tendo, assim, uma densidade populacional é 62,6 hab./km².

## História
A povoação de Santo Estêvão foi elevada à categoria de vila em 9 de dezembro de 2004.
Com lugares desta freguesia foram criadas as freguesias de Faiões em 1925 e Vila Verde da Raia em 1969.

## Demografia
Nota: Com lugares desta freguesia foram criadas as freguesias de Faiões em 1925 e Vila Verde da Raia em 1969.
A população registada nos censos foi:
| Distribuição da População por Grupos Etários | Distribuição da População por Grupos Etários | Distribuição da População por Grupos Etários | Distribuição da População por Grupos Etários | Distribuição da População por Grupos Etários |
| -------------------------------------------- | -------------------------------------------- | -------------------------------------------- | -------------------------------------------- | -------------------------------------------- |
| Ano                                          | 0-14 Anos                                    | 15-24 Anos                                   | 25-64 Anos                                   | > 65 Anos                                    |
| 2001                                         | 66                                           | 100                                          | 346                                          | 120                                          |
| 2011                                         | 82                                           | 43                                           | 307                                          | 175                                          |
| 2021                                         | 49                                           | 55                                           | 250                                          | 189                                          |

## Património
- Castelo de Santo Estêvão